# Albert Chemutai
Albert Chemutai (25 novembre 1999) è un mezzofondista, siepista e fondista di corsa in montagna ugandese.

## Biografia
Nel 2016 ha vinto la medaglia di bronzo nella gara juniores dei Mondiali di corsa in montagna, vincendo inoltre anche la medaglia d'oro a squadre; sempre nello stesso anno ha inoltre anche preso parte ai Mondiali under 20, piazzandosi in settima posizione nella finale dei 3000 m siepi. L'anno seguente partecipa ai Mondiali, piazzandosi in decima posizione nella finale dei 3000 siepi con il tempo di 8'25"94.
Nel 2018 si piazza in quarta posizione nei 3000 siepi ai Mondiali under 20 e, sempre nella medesima specialità, in quinta posizione ai Giochi del Commonwealth. Nel 2019 si è piazzato in dodicesima posizione ai Mondiali di corsa campestre, vincendo la medaglia d'oro a squadre; nello stesso anno ha partecipato al suo secondo Mondiale, nuovamente nei 3000 m siepi, correndole col tempo di 8'23"08, il sedicesimo miglior risultato cronometrico delle batterie, non sufficiente per accedere alla finale.

## Palmarès
| Anno | Manifestazione                | Sede           | Evento         | Risultato | Prestazione | Note                          |
| ---- | ----------------------------- | -------------- | -------------- | --------- | ----------- | ----------------------------- |
| 2016 | Mondiali under 20             | Bydgoszcz      | 3000 m siepi   | 7º        | 8'37"76     | Miglior prestazione personale |
| 2016 | Mondiali di corsa in montagna | Sapareva banja | Corsa juniores | Bronzo    | 35'50"      |                               |
| 2016 | Mondiali di corsa in montagna | Sapareva banja | A squadre      | Oro       | 6 p.        |                               |
| 2017 | Mondiali                      | Londra         | 3000 m siepi   | 10º       | 8'25"94     |                               |
| 2018 | Mondiali under 20             | Tampere        | 3000 m siepi   | 4º        | 8'28"73     |                               |
| 2018 | Giochi del Commonwealth       | Gold Coast     | 3000 m siepi   | 5º        | 8'19"89     |                               |
| 2019 | Mondiali di cross             | Aarhus         | Corsa seniores | 12º       | 32'46"      |                               |
| 2019 | Mondiali di cross             | Aarhus         | A squadre      | Oro       | 20 p.       |                               |
| 2019 | Mondiali                      | Doha           | 3000 m siepi   | Batteria  | 8'23"08     |                               |
| 2021 | Giochi olimpici               | Tokyo          | 3000 m siepi   | Batteria  | 8'29"81     |                               |

## Campionati nazionali
2019
- Bronzo ai campionati ugandesi di corsa campestre

2022
- 5º ai campionati ugandesi, 3000 m siepi - 9'00"4

## Altre competizioni internazionali
2015
- 8º alla MTN Kampala ( Kampala) - 30'00"

2016
- 5º al Giro podistico di Pettinengo ( Pettinengo), 9,8 km - 28'46"
- Oro alla Amatrice-Configno ( Amatrice), 8,5 km - 24'35"
- 6º al Cross della Vallagarina ( Villa Lagarina) - 27'23"

2017
- Oro al Giro dei Tre Monti ( Imola), 15,3 km -
- 4º alla Corrida di San Geminiano ( Modena), 13,35 km - 39'14"
- Argento al Giro podistico internazionale di Rovereto ( Rovereto) - 29'07"
- Oro alla Amatrice-Configno ( Amatrice), 8,5 km - 24'55"

2018
- Oro al Meeting de Atletismo Madrid ( Madrid), 3000 m siepi - 8'22"31
- Bronzo alla 15 km di Istanbul ( Istanbul), 15 km - 43'08"
- 4º al Giro al Sas ( Trento) - 28'38"
- Bronzo alla Corrida Pédestre Internationale de Houilles ( Houilles) - 27'53"

2019
- 4º alla BOclassic ( Bolzano) - 28'50"
- 9º alla Corrida Pédestre Internationale de Houilles ( Houilles) - 28'27"
- Bronzo al Campaccio ( San Giorgio su Legnano)

2021
- 10 al Golden Gala Pietro Mennea ( Firenze), 3000 m siepi - 8'23"96